# 阮健文
阮健文（Yuen Kin Man，1989年1月19日—），生於香港，香港職業足球員，司職中場，曾經入選香港奧運足球代表隊。

## 球員生涯
阮健文出身於香港09。
2006年，阮健文加盟香港08，首度在香港甲組足球聯賽亮相。
一季後，阮健文轉投「升班馬」華家堡。
2008年，華家堡宣布解散，阮健文加盟香港甲組足球聯賽新軍天水圍飛馬。
至2011年夏季，阮健文被天水圍飛馬棄用，遂轉投香港乙組足球聯賽足球隊愉園。
2012-13年度球季，阮健文重返甲組作賽的老牌球會流浪。
2013-2014年度球季，阮健文轉投香港丙組足球聯賽球隊宏輝駒騰。

## 國際賽生涯
2009年12月，阮健文入選香港奧運足球代表隊競逐在香港舉行的2009年東亞運動會足球項目，他於全部4場比賽均有上陣（1場正選、3場後備入替），於準決賽對陣朝鮮時，在互射12碼階段射入1球。

## 榮譽
香港奧運隊
- 2009年東亞運動會足球項目金牌

## 外部連結
- 香港足球總會網頁球員註冊資料 （页面存档备份，存于）